# Libodřice
Libodřice település Csehországban, a Kolíni járásban. Libodřice Břežany I, Krychnov, Plaňany, Křečhoř, Lošany, Polní Voděrady és Dolní Chvatliny településekkel határos. Lakosainak száma 342 fő (2024. január 1.).

## Népesség
A település lakosságának változását az alábbi diagram mutatja:
| Lakosok száma | 594  | 666  | 600  | 395  | 278  | 274  | 295  | 306  | 319  | 342  |
|               | 1869 | 1890 | 1921 | 1950 | 1980 | 2001 | 2017 | 2019 | 2022 | 2024 |